# Domino (película)
Domino es una película de acción de 2005 inspirada por la historia de Domino Harvey, la hija inglesa del actor de teatro y de la pantalla Laurence Harvey, quien se convirtió en una cazarrecompensas trabajando en Los Ángeles.
La película está dedicada a Domino Harvey, quien murió de una sobredosis accidental de fentanilo el 27 de junio de 2005, antes de que la película fuera lanzada. 
La película es protagonizada por Keira Knightley como Domino. Tony Scott dirigió la película y el guion fue escrito por Richard Kelly.

## Reparto
| Actor                            | Personaje              |
| -------------------------------- | ---------------------- |
| Keira Knightley                  | Domino Harvey          |
| Mickey Rourke                    | Ed Moseby              |
| Edgar Ramírez                    | Choco                  |
| Riz Abbasi                       | Alf                    |
| Delroy Lindo                     | Claremont Williams III |
| Mo'nique                         | Lateesha Rodriguez     |
| Dabney Coleman                   | Drake Bishop           |
| Lucy Liu                         | Taryn Mills            |
| Jacqueline Bisset                | Sophie Wynn-Harvey     |
| Christopher Walken               | Mark Heiss             |
| Mena Suvari                      | Kimmie                 |
| Ian Ziering y Brian Austin Green | Ellos mismos           |